# Falling Water
Falling Water – amerykański serial telewizyjny (dramat) wyprodukowany przez Universal Cable Productions i Valhalla Entertainment, którego twórcami są Gale Anne Hurd, Blake Masters oraz Henry Bromell. Premiera odcinek serialu został wyemitowany 13 października 2016 roku przez USA Network. 5 kwietnia 2017 roku stacja USA Network ogłosiła zamówienie 2 sezonu.
W maju 2018 roku stacja USA Network ogłosiła zakończenie serialu po dwóch sezonach.

## Fabuła
Serial skupią się na trzech osobach, które kompletnie się nie znają. Każdemu z nich śnią się te same częściowe sny, które w połączeniu razem stanowią jedną wizję.

## Obsada

### Główna
- Lizzie Brochere jako Tess[4]
- Will Yun Lee jako Take, detektyw nowojorskiej policji[5]
- David Ajala jako Burton[6]
- Kai Lennox jako Woody Hammond
- Anna Wood jako The Woman in Red[8]
- Zak Orth jako Bill Boerg

## Odcinki
| Sezon | Sezon | Odcinki | Oryginalna emisja    | Oryginalna emisja | Oryginalna emisja | Oryginalna emisja | Oryginalna emisja |
| Sezon | Sezon | Odcinki | Premiera sezonu      | Finał sezonu      | Premiera sezonu   | Finał sezonu      |                   |
| ----- | ----- | ------- | -------------------- | ----------------- | ----------------- | ----------------- | ----------------- |
|       | 1     | 10      | 13 października 2016 | 22 grudnia 2016   | nieemitowany      | nieemitowany      |                   |
|       | 2     | 10      | 6 stycznia 2018      | 10 marca 2018     | nieemitowany      | nieemitowany      |                   |

### Sezon 1 (2016)
| Nr | #  | Tytuł                   | Reżyseria               | Scenariusz                                  | Premiera USA Network | Premiera     |
| -- | -- | ----------------------- | ----------------------- | ------------------------------------------- | -------------------- | ------------ |
| 1  | 1  | Pilot, Don't Tell Bill  | Juan Carlos Fresnadillo | Henry Bromell, Blake Masters, Marisol Adler | 13 października 2016 | nieemitowany |
| 2  | 2  | Calling the Vasty Deep  | Juan Carlos Fresnadillo | Henry Bromell, Blake Masters                | 20 października 2016 | nieemitowany |
| 3  | 3  | Monsters, Most Familiar | Jack Bender             | Henry Bromell, Blake Masters, A.M. Homes    | 27 października 2016 | nieemitowany |
| 4  | 4  | Castles Made of Sand    | Nick Gomez              | Blake Masters, Meghan Kennedy               | 3 listopada 2016     | nieemitowany |
| 5  | 5  | Ambergris               | Nick Gomez              | Blake Masters, Meghan Kennedy               | 10 listopada 2016    | nieemitowany |
| 6  | 6  | The Swirl               | Guy Ferland             | Eoghan Mahony                               | 17 listopada 2016    | nieemitowany |
| 7  | 7  | Three Half Blind Mice   | Guy Ferland             | A.M. Homes                                  | 1 grudnia 2016       | nieemitowany |
| 8  | 8  | The Well                | Ellen Kuras             | Meghan Kennedy                              | 8 grudnia 2016       | nieemitowany |
| 9  | 9  | No Task for the Timid   | Ellen Kuras             | Eoghan Mahony                               | 15 grudnia 2016      | nieemitowany |
| 10 | 10 | Circular Time           | Blake Masters           | Blake Masters                               | 22 grudnia 2016      | nieemitowany |

### Sezon 2 (2018)
| Nr | #  | Tytuł                             | Reżyseria         | Scenariusz                     | Premiera USA Network | Premiera     |
| -- | -- | --------------------------------- | ----------------- | ------------------------------ | -------------------- | ------------ |
| 11 | 1  | Shadowman                         | Tim Andrew        | Remi Aubuchon                  | 6 stycznia 2018      | nieemitowany |
| 12 | 2  | Watchers                          | Tim Andrew        | David Weddle, Bradley Thompson | 13 stycznia 2018     | nieemitowany |
| 13 | 3  | Safehouse                         | Christoph Schrewe | Allison Moore                  | 20 stycznia 2018     | nieemitowany |
| 14 | 4  | Dröm                              | Christoph Schrewe | Lana Cho                       | 27 stycznia 2018     | nieemitowany |
| 15 | 5  | Promotion                         | Eva Sorhaug       | Mac Marshall                   | 3 lutego 2018        | nieemitowany |
| 16 | 6  | Mothers, Fathers, Daughters, Sons | Eva Sorhaug       | Albert Torres                  | 10 lutego 2018       | nieemitowany |
| 17 | 7  | Love Is a Dreamer                 | Sarah Harding     |                                | 17 lutego 2018       | nieemitowany |
| 18 | 8  | Nothing Personal                  | Michael Goi       | Albert Torres, Katie Altman    | 24 lutego 2018       | nieemitowany |
| 19 | 9  | Risk Assessment                   | Sarah Harding     | Allison Moore                  | 3 marca 2018         | nieemitowany |
| 20 | 10 | The Art of the Deal               | Michael Goi       | David Weddle, Bradley Thompson | 10 marca 2018        | nieemitowany |

## Produkcja
12 marca 2015 roku stacja USA Network oficjalnie zamówiła pilotażowy odcinek Falling Water. W czerwcu 2015 roku, David Ajala i Lizzie Brochere dołączyli do serialu. W lipcu 2015 roku, Will Yun Lee dołączył do obsady projektu, wcieli się w rolę Taka, detektywa nowojorskiej policji. 14 stycznia 2016 roku, stacja USA Network ogłosiła zamówienie pierwszego sezonu "Falling Water"